# Flora of Berkshire
The Flora of Berkshire (abreviado Fl. Berkshire) es un libro con ilustraciones y descripciones botánicas que fue escrito por el farmacéutico y botánico inglés George Claridge Druce. Fue publicado en Oxford en el año 1897 con el nombre de The Flora of Berkshire; being a topographical and historical account of the flowering plants and ferns found in the county, with short biographical notices of the botanists who have contributed to Berkshire botany during the last three centuries.